# Brasão de Vargem (São Paulo)
O Brasão de Vargem é um dos símbolos oficiais do município paulista de Vargem. Criado em 1º de outubro de 1993, e são de criação do dr. Lauro Ribeiro Escobar, membro do Conselho Estadual de Honraria e Mérito.

## Descrição
- O brasão apresenta uma "coroa-mural", peça utilizada pela maioria dos municípios brasileiros. Tal convenção é herança da heráldica portuguesa, e em regra, todos os municípios brasileiros deveriam ostentá-la. No caso de Vargem, a cor é prata, com portas pintadas de preto (significando que estão fechadas), simbolizando corretamente a condição de município não capital de estado (capitais recebem coroas de cor dourada, como São Paulo, Porto Alegre ou Teresina por exemplo).[1]
- No escudo, "redondo" ou português, em fundo azul (blau), uma águia em prata, banhada de negro (sable), ave que constrói seu ninho em montanhas, simbolizando a vitória e também o terreno montanhoso onde se localiza o município; as cruzes em prata banhadas de negro representam a primeira capela erigida no município, no início da ocupação da área; as ondas em prata na parte inferior representam o rio Tietê.[1]
- O listel, em azul, traz o nome da cidade em letras de prata.[1]
- Como tenentes, dois bandeirantes, estando o da esquerda armado de um mosquete da época, e o da direita armado de uma espada longa, da persperctiva do espectador. Simbolizam a origem do povoamento de Vargem, local de pouso para oa trilhas dos desbravadores.[1]